# Syngnathus
Syngnathus är ett släkte av fiskar som beskrevs av Carl von Linné 1758. Syngnathus ingår i familjen kantnålsfiskar.

## Dottertaxa tillSyngnathus, i alfabetisk ordning[1][2]
- Syngnathus abaster
- Syngnathus acus
- Syngnathus affinis
- Syngnathus auliscus
- Syngnathus californiensis
- Syngnathus caribbaeus
- Syngnathus carinatus
- Syngnathus dawsoni
- Syngnathus euchrous
- Syngnathus exilis
- Syngnathus floridae
- Syngnathus folletti
- Syngnathus fuscus
- Syngnathus insulae
- Syngnathus leptorhynchus
- Syngnathus louisianae
- Syngnathus macrobrachium
- Syngnathus macrophthalmus
- Syngnathus makaxi
- Syngnathus pelagicus
- Syngnathus phlegon
- Syngnathus rostellatus
- Syngnathus safina
- Syngnathus schlegeli
- Syngnathus schmidti
- Syngnathus scovelli
- Syngnathus springeri
- Syngnathus taenionotus
- Syngnathus tenuirostris
- Syngnathus typhle
- Syngnathus variegatus
- Syngnathus watermeyeri